# Aglaia odorata
Aglaia (Aglaia odorata; Meliaceae - também conhecida como Murta-do-campo) é uma árvore ornamental, que tem floração constante. Ela pode crescer até 8 m e também possui 5 m de diâmetro na sua copa cujas folhas são perenes. É muito conhecida pelas suas perfumadas flores amarelo-creme. Embora seja uma planta magnífica, ela necessitada de podas de formação para que as brotações laterais sejam eliminadas, sempre que necessário, para se conduzir um único ramo, que originara o tronco ao atingir a altura de 2 m.